# Bangunsari (Patebon)
Bangunsari is een bestuurslaag in het regentschap Kendal van de provincie Midden-Java, Indonesië. Bangunsari telt 1652 inwoners (volkstelling 2010).